# 1995 TC8
1995 TC8 är en asteroid i huvudbältet som upptäcktes den 2 oktober 1995 av den japanska astronomen Satoru Otomo i Kiyosato.
Asteroiden har en diameter på ungefär 4 kilometer.